# Callipepla
A Callipepla a madarak osztályának tyúkalakúak (Galliformes) rendjébe és a fogasfürjfélék (Odontophoridae) családjába tartozó nem.

## Rendszerezés
A nembe az alábbi 4 faj tartozik:
- pikkelyes fogasfürj (Callipepla squamata)
- Douglas-fogasfürj (Callipepla douglasii)
- bóbitás fürj (Callipepla californica)
- Gambel-fogasfürj (Callipepla gambelii)